# Lugovi (Šamac)
Lugovi (szerbül: Лугови), település Bosznia-Hercegovinában, Šamac községben, a Szerb Köztársaság északi régiójában.

## Fekvése
A település Bosznia-Hercegovina északi részén, Dobojtól légvonalban 41, közúton 65 km-re északkeletre, községközpontjától légvonalban 6, közúton 7 km-re délre, a Szávamenti-síkságon, 90-92 méteres magasságban fekszik.

## Népessége
| Nemzetiségi csoport | Népesség 2013 |
| ------------------- | ------------- |
| Szerb               | 426           |
| Bosnyák             | 1             |
| Horvát              | 2             |
| Jugoszláv           | 1             |
| Egyéb               | 2             |
| Összesen            | 432           |

## Története
A települést a boszniai háború utáni években építették, amikor Šamac önkormányzata egy hatalmas rétet körülbelül 140 parcellára osztott és az új lakosoknak adta el.

## Nevezetességei
Szent Sziszoész tiszteletére szentelt ortodox temploma. A templom mérete 14,5x7,5 méter. A templom építése 2004. április 18-án kezdődött. Az alapokat 2007. június 19-én szentelte fel Vasilije, Zvornik-Tuzla püspöke. Ugyanez a püspök szentelte fel a templomot 2009. június 19-én. Az ikonosztázt a modričai Aleksandar Ninković készítette. Ő festette az ikonosztázon található ikonokat is. A kosjerići Nikola Đurović ikonfestő festette ki.